# Studenška brv
Studenška brv je most ali brv za pešce in kolesarje čez reko Dravo v Mariboru.
Studenška brv kot najmanjši most na Dravi v Mariboru povezuje Studence na desnem bregu z Lentom na levem bregu. Ko so jo zgradili v osemdesetih letih 19. stoletja, so z njo nameravali delavcem na poti med mestom in Studenci skrajšati čas, potreben za prečkanje Drave. S tem so hkrati razbremenili stari leseni dravski most, ki je takrat stal v bližini današnjega Glavnega mosta. Studenška brv je pozneje večkrat temeljito spremenila svojo podobo. Po zmagi na natečaju (2004)  je nazadnje dobila novo podobo leta 2008 in nato istega leta prejela tudi mednarodno nagrado Footbridge Award 2008 za najboljši novi most za pešce, nagrado Zlati svinčnik ZAPS, ter v 2009 priznanje OJK pri GZS in Mestni pečat Maribora za Studenško brv.   
Pred drugo svetovno vojno so Studenško brv imenovali Dravska brv. Aprila 1941 so jo porušili skupaj z Državnim mostom in Železniškim mostom, da bi nemški okupacijski vojski otežili prodor v notranjost Kraljevine Jugoslavije. Nemška okupacijska oblast je nato brv obnovila in jo uporabljala do konca vojne.